# Scolothrips hoodi
Scolothrips hoodi är en insektsart som beskrevs av Hermann Priesner 1950. Scolothrips hoodi ingår i släktet Scolothrips och familjen smaltripsar. Inga underarter finns listade i Catalogue of Life.